# 187 Ride or Die
 (janvier 2016).
Si vous disposez d'ouvrages ou d'articles de référence ou si vous connaissez des sites web de qualité traitant du thème abordé ici, merci de compléter l'article en donnant les références utiles à sa vérifiabilité et en les liant à la section « Notes et références ».
187 Ride or Die est un jeu vidéo de course édité et développé par Ubisoft, sorti en 2005 sur PlayStation 2 et Xbox.
Le « 187 » du titre correspond à la section du Code Pénal californien qui définit le meurtre. L'usage du terme 187 s'est peu à peu répandu au sein des gangs des États-Unis comme synonyme de meurtre, puis s'est transmis à la culture populaire américaine via le gangsta rap.
Lorsque deux joueurs s'adonnent au jeu simultanément, un peut être le conducteur, et l'autre le tireur, tant en mode Histoire qu'en jeu en ligne.